# Gutasaga
La Gutasaga è una  saga che narra la storia del Gotland prima della sua cristianizzazione. Venne scritta nel XIII secolo, è ne è sopravvissuto un solo manoscritto, il Codex Holm. B 64, datato attorno al 1350 circa, oggi conservato presso la Swedish Royal Library di Stoccolma assieme al Gutalag, il codice di leggi del Gotland. Venne scritta in gutnico antico, un dialetto della lingua norrena.

## Fondazione e migrazione in Europa meridionale
La saga inizia con Þieluar ed il figlio Hafþi, che a sua volta aveva tre figli, Graipr, Gautr e Gunfjaun, antenati dei Gutar. La saga tratta di un'emigrazione, associata con la storica migrazione dei Goti avvenuta durante le invasioni barbariche.
Il fatto che i Goti siano arrivati "alla terra dei Greci" è consistente con le prime fonti classiche che abbiamo di loro: Eusebio di Cesarea racconta che devastarono "Regno di Macedonia, Grecia, Ponto e Asia" nel 263.
La migrazione sarebbe avvenuta nel I secolo d.C., e deboli contatti con la terra d'origine sarebbero stati mantenuti per altri due secoli, il che spiega come il linguaggio degli emigranti "abbia ancora qualcosa" in comune con la lingua madre. Gli eventi sarebbero stati trasmessi oralmente per circa un millennio prima di essere scritti su carta.
La citazione del fiume Dvina si accorda con la cultura di Wielbark. Dal punto di vista storico i Goti seguirono la Vistola ma, durante l'epoca vichinga, la Dvina-Dniepr rimpiazzò la Vistola nel ruolo di principale rotta commerciale per la Grecia dei Gutar (o Gotar in norreno), e quindi non sorprende che abbia sostituito la Vistola anche nelle tradizioni riguardanti la migrazione.

## Ingresso nel Regno di Svezia
La Gutasaga contiene numerosi riferimenti alla relazione tra Gotland e Svezia, afferma che si trattava di accordi mutuali, e fa notare le tasse ed i doveri del Re di Svezia e del vescovo nei confronti del Gotland. Non si tratta di un semplice tentativo di descrivere la storia del Gotland, ma anche uno sforzo per affermarne l'indipendenza dalla Svezia.
Cita Awair Strabain come l'uomo che permise l'accordo col Re di Svezia, evento che potrebbe essere avvenuto prima della fine del IX secolo, quando Wulfstan di Hedeby disse che l'isola si trovava sotto il controllo svedese.